# Métro léger de Bonn
Le métro léger (ou Stadtbahn) de Bonn est un réseau de métro léger qui dessert la ville allemande de Bonn. Il est accompagné par un réseau de tramway.

## Réseau actuel

### Stadtbahn

Schéma des lignes de métro léger

|    | Tracé | Longueur                  | Vitesse moyenne               |
| -- | --- | ------------------------- | ----------------------------- |
| 16 | Köln-Niehl – Köln Hbf – Wesseling - Rheinuferbahn – Tannenbusch – Bonn Hbf – Stammstrecke – Bad Godesberg                                       | 45,6 km 13,6 km dans Bonn | 33,4 km/h 34,0 km/h dans Bonn |
| 18 | Köln-Thielenbruch – Köln-Mülheim – Köln Hbf – Brühl – Vorgebirgsbahn – Bornheim – Bonn Hbf                                                      | 48,4 km 4,8 km dans Bonn  | 33,4 km/h 38,0 km/h dans Bonn |
| 63 | Tannenbusch – Rheinuferbahn – Bonn Hbf – Stammstrecke – Bad Godesberg                                                                           | 12,3 km                   | 32,1 km/h                     |
| 66 | „Telekom-Express“ Siegburg – Siegburger Bahn – Bonn Hbf – Stammstrecke – Südbrücke – Ramersdorf – Siebengebirgsbahn – Königswinter – Bad Honnef | 30,0 km 15,0 km dans Bonn | 31,0 km/h 31,0 km/h dans Bonn |
| 67 | Siegburg – Siegburger Bahn – Bonn Hbf – Stammstrecke – Bad Godesberg                                                                            | 20,0 km 13,7 km dans Bonn | 28,6 km/h 26,5 km/h dans Bonn |
| 68 | Bornheim – Vorgebirgsbahn – Bonn Hbf (– Stammstrecke – Südbrücke – Ramersdorf)                                                                  | 16,8 km 12,5 km dans Bonn |                               |

### Tramway

Schéma des lignes de tramway

|    | Tracé | Longueur | Vitesse moyenne |
| -- | --- | -------- | --------------- |
| 61 | Dottendorf – Bonn Hbf – Stadthaus – Auerberg                                                                                               | 8,8 km   | 16,5 km/h       |
| 62 | Dottendorf – Bonn Hbf – Stadthaus – Bertha-von-Suttner-Platz – Beuel –Siebengebirgsbahn – Ramersdorf – Oberkassel                          | 12,0 km  | 22,5 km/h       |
| 65 | (Ramersdorf – Siebengebirgsbahn –) Beuel – Bertha-von-Suttner-Platz – Auerberg Nur Ein- und Ausrückfahrten der Linie 61 und Schülerverkehr | 9,5 km   | 22,8 km/h       |